# Charles Fabry
Maurice Paul Auguste Charles Fabry (Marsella, 11 de junio de 1867 - París, 1 de diciembre de 1945) fue un físico francés, especializado en el campo de la óptica analítica.

## Biografía
Primo segundo de Edmond Rostand, empezó sus estudios en la École polytechnique en 1885, especializándose en Física posteriormente y obteniendo la licenciatura en 1889. Se dedicó a la docencia, obteniendo puestos de profesor en Pau (1889), Nevers (1890), Burdeos (1892), Marsella (1893) y el liceo Saint-Louis en París (1893), mientras se preparaba simultáneamente para el doctorado en Ciencias bajo tutela de Jules Macé de Lepinay, profesor de la Facultad de las Ciencias de Marsella. En 1892 defendió en la Facultad de las Ciencias de París su tesis sobre la "Teoría de la visibilidad y la orientación de las franjas de interferencias".
En 1894 se le concede un puesto en la universidad de Marsella como sucesor de Alfred Perot, incorporándose al laboratorio de Jules Macé de Lepinay, a quien sucede a su muerte, en 1904, como profesor en la cátedra de física industrial. 
En colaboración con Henri Buisson y Alfred Perot, participa en la puesta a punto del interferómetro de Fabry-Perot, que sirvió principalmente, en 1913, para demostrar la existencia de la capa de ozono, hasta el momento solo sospechada. También determinaba la proporción en función de las capas atmosféricas. Jean Cabannes trabajó en su laboratorio para preparar su tesis de doctorado. En otro ámbito, demostró también, experimentalmente, el efecto Doppler-Fizeau aplicado al campo de la óptica.
En 1921 se desplazó a París como titular de la cátedra de física en la Facultad de las Ciencias de París, anteriormente ocupada por Edmond Bouty y fue el primer director general de la École supérieure d'optique (Instituto de la óptica teórica y aplicada).
En 1927 fue nombrado docente en la École polytechnique y cargo electo en la Academia de las ciencias.
Sus trabajos en física se centraron casi exclusivamente en la óptica, en particular a la fotometría, la interferometría y la espectroscopia.
En 1937 fundó junto a Henri Chrétien, Georges Guadet y André Bayle, la Sociedad de investigaciones y estudios en la óptica y ciencias conexas, dejando su cátedra de la Facultad de las Ciencias de París y la Escuela politécnica.
Fue presidente de honor de la Sociedad francesa de fotografía de 1935 a 1937, sucediendo a Georges Perrier, y presidió la Sociedad francesa de física en 1924.

## Méritos
- 1918: laureado de la Medalla Rumford
- 1919: laureado de la Medalla Henry Draper
- 1921: laureado de la Medalla Franklin
- 1927: miembro de la Academia de las Ciencias de Francia

## Eponimia
- El cráter lunar Fabry lleva este nombre en su memoria.